# Jørgen Kieler
Jørgen Kieler (ur. 23 sierpnia 1919 w Horsens, zm. 19 lutego 2017 w Horsholm) – duński onkolog.

## Życiorys
W czasie II wojny światowej uczestniczył w ruchu oporu i w pomaganiu Żydom. Od 1954 pracował w Instytucie Fibigera w Kopenhadze, którego w 1965 został dyrektorem. Był współzałożycielem, a 1964-1968 przewodniczącym Duńskiego Stowarzyszenia ds. Badania Raka, 1983 stanął na czele European Association for Cancer Research. W 1985 został członkiem zagranicznym PAN. Prowadził badania m.in. nad glikolizą i oddychaniem prawidłowych i nowotworowo zmienionych komórek oraz nad mechanizmem transformacji nowotworowej komórek. Przeprowadzał oryginalne testy in vitro, którymi określa się tzw. stopień transformacji.